# Zoran Klemenčič
Zoran Klemenčič (* 28. April 1976 in Ljubljana) ist ein ehemaliger slowenischer Radrennfahrer.
Zoran Klemenčič wurde 1998 Europameister im Straßenrennen der U23-Klasse. Daraufhin erhielt er einen Profivertrag bei dem italienischen Rennstall Vini Caldirola. Dort nahm er 2000 an der Tour de France teil, konnte sie aber nicht beenden; es blieb sein einziger Start bei der Tour. Anschließend fuhr er zwei Jahre für Tacconi Sport. Hier konnte er seinen einzigen Profi-Erfolg feiern, als er 2001 eine Etappe der Drei Tage von De Panne gewann. 2003 wechselte er zu Tenax. 2006 fuhr Klemenčič für das Continental Team Adria Mobil, anschließend beendete er seine sportliche Laufbahn.

## Erfolge
1996
- eine Etappe Slowenien-Rundfahrt

1997
- eine Etappe Slowakei-Rundfahrt

1998
- Europameister Straße (U23)
- eine Etappe Settimana Ciclista Lombarda
- eine Etappe Jugoslawien-Rundfahrt

2001
- eine Etappe Drei Tage von De Panne
- eine Etappe Istrian Spring Trophy

2004
- zwei Etappen Istrian Spring Trophy

## Teams
- 1999–2000 Vini Caldirola-Sidermec
- 2001 Tacconi Sport-Vini Caldirola
- 2002 Tacconi Sport
- 2003 Tenax
- 2004 Tenax
- 2005 Tenax-Salmilano
- 2006 Adria Mobil